# Газове зварювання

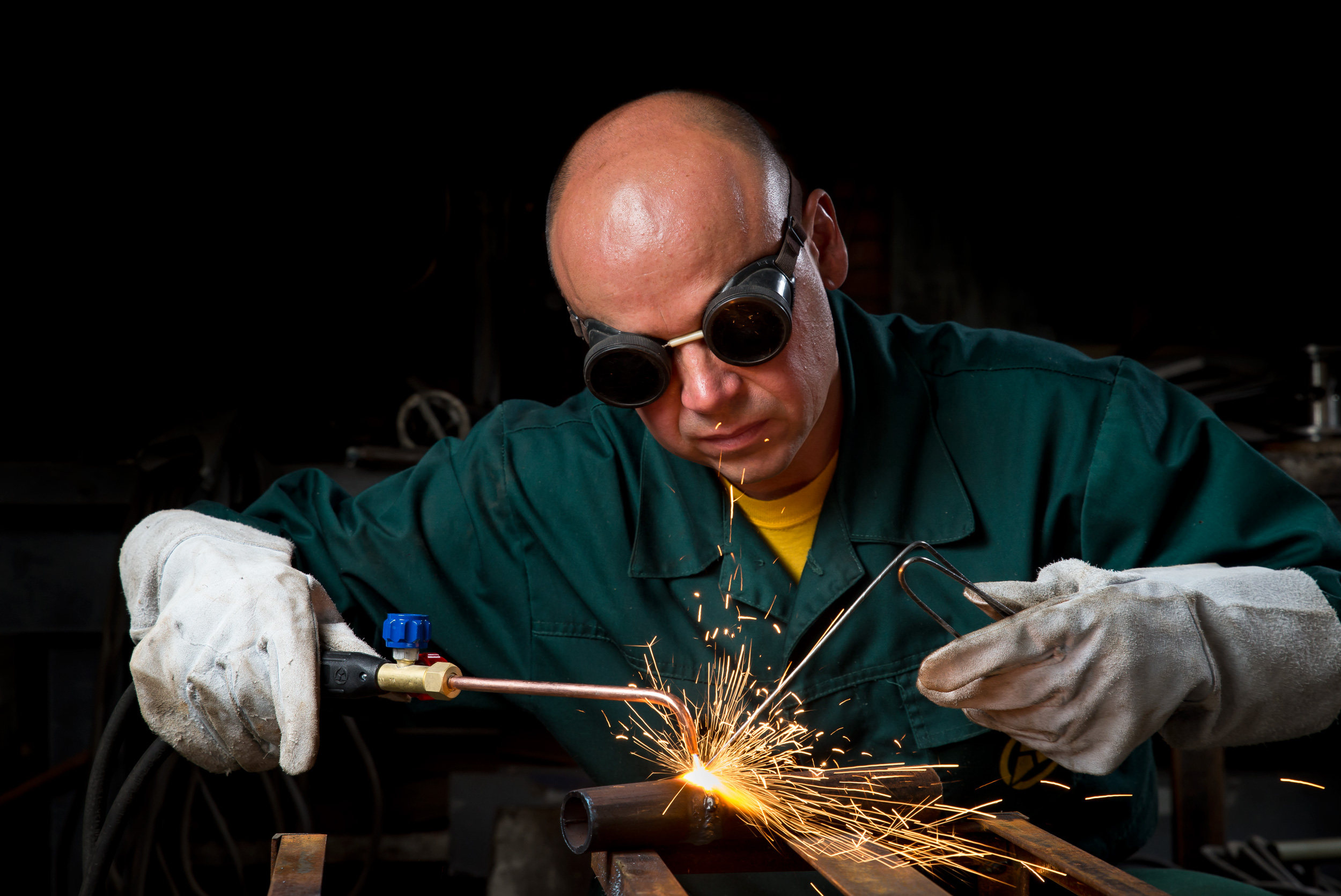
Газове зварювання труб

Га́зове зва́рювання — технологічний процес зварювання плавленням, при якому нагрів кромок частин виробу, які з'єднуються, та присадочного матеріалу здійснюється теплом від згоряння горючих газів у кисні.
При газовому зварюванні використовується тепло полум'я, що утворюється при спалюванні горючого газу в струмені технічного кисню. Частіше як горючий газ застосовують ацетилен С2Н2, що при згорянні в атмосфері кисню О2 дає температуру  до 3150 °С. Крім того, використовують водень Н2 , природний і коксовий газ і пари гасу. Ацетилен для газового зварювання одержують розкладенням карбіду кальцію СаС2 в ацетиленовому газогенераторі. Основним інструментом газового зварювання служить газовий пальник.
Ацетилен і кисень надходять у пальник, змішуються і утворюють пальну (горючу) суміш. Пальна суміш на виході з наконечника пальника підпалюється і створює зварювальне полум'я, під дією якого кромки металу нагріваються і оплавляються. Для утворення зварювального шва в полум'я пальника вводять присадочний матеріал (пруток, дріт тощо). Газове зварювання використовується головним чином для поєднання тонких листів, деталей з кольорових металів, наплавлення твердих сплавів.
Цим способом можна зварювати майже всі метали та сплави, а чавун, мідь, свинець, латунь зварюються навіть легше, ніж дуговим способом.
Методи газового зварювання не відрізняються настільки, як це спостерігається в інших процесах. Киснево-водневе зварювання виконується так само, як і оксиацетиленове. Температура полум'я, що живиться чистим киснем та воднем, може досягати 3500 °C (6300 °F). Ця комбінація газів була однією з перших сумішей при зварюванні і, безумовно, витримала випробування часом. Незважаючи на те, що застосування водню та кисню більш обмежене, воно все ж має вигоди в портативності джерела енергії.